# تشارلز أنتوني دين

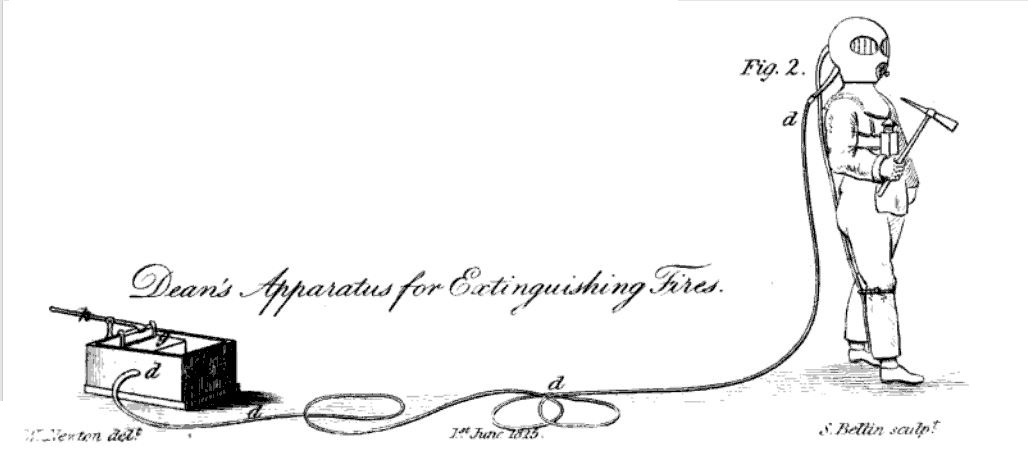
جهاز تشارلز دين لإطفاء الحرائق، 1825.

تشارلز أنتوني دين (بالإنجليزية: Charles Anthony Deane) (1796–1848) هو مهندس غوص رائد، ومخترع خوذة الغوص.

## حياته
وُلِد تشارلز وشقيقه جون في ديبتفورد، ودرس في مدرسة مستشفى غرينتش للبنين (المباني السابقة التي أصبحت الآن المتحف البحري الوطني) ليصبحوا بحارة تجار، ويذهبون إلى البحر في سن 14 عامًا لمدة 7 سنوات قبل ذلك. العودة إلى ديبتفورد.
ثم تولى تشارلز دين العمل كعامل سد في حوض بناء السفن في بارنارد. خلال هذا الوقت أدرك مشكلة مكافحة الحرائق داخل عنابر السفن.
في عشرينيات القرن التاسع عشر، كان جون دين حاضرًا في إنجلترا عندما حوصرت الخيول بسبب النيران في إسطبل. للتغلب على الدخان وأبخرة النار، ارتدى خوذة فارس مدرعة من القرون الوسطى يتم ضخها بالهواء بواسطة خرطوم من مضخة مياه لفرقة الإطفاء، وأنقذ جميع الخيول. في عام 1823 حصل على براءة اختراع لـ "خوذة الدخان" ليستخدمها رجال الإطفاء في المناطق المليئة بالدخان. العنوان الكامل مُعطى على أنه "الجهاز أو الآلات التي يرتديها الأشخاص الذين يدخلون الغرف أو الأماكن الأخرى المليئة بالدخان أو الأبخرة الأخرى، بغرض إطفاء الحرائق أو تخليص الأشخاص أو الممتلكات فيها". يتكون الجهاز من خوذة نحاسية مع ياقة مرنة وملابس. كان من المقرر استخدام خرطوم جلدي طويل متصل بالجزء الخلفي من الخوذة لتزويد الهواء، وكان المفهوم الأصلي هو أنه سيتم ضخه باستخدام منفاخ مزدوج. يسمح أنبوب قصير للهواء المتنفس بالهروب. كان من المقرر أن يكون الثوب مصنوعًا من الجلد أو القماش المحكم، ومثبتًا بأشرطة.
لم يكن لدى تشارلز الأموال الكافية لبناء المعدات بنفسه، لذلك باع براءة الاختراع الخاصة به إلى صاحب عمله، إدوارد بارنارد. لم يتم تصنيع أول خوذات دخان إلا في عام 1827 على يد أوغسطس سيبي. لم يحقق تشارلز دين نجاحًا كبيرًا في تسويق الجهاز على أنه خوذة دخان، لذلك قرر هو وشقيقه في عام 1828 العثور على تطبيق آخر لها وتحويلها إلى خوذة غوص وقاموا بتسويق الخوذة باستخدام "بدلة غوص" غير متصلة بشكل فضفاض حتى يتمكن الغواص من يمكن أن تؤدي أعمال الإنقاذ ولكن فقط في وضع رأسي كامل، وإلا دخل الماء إلى البدلة.
في عام 1829، أبحر الأخوان دين من وايتستابل لإجراء تجارب على أجهزتهم الجديدة تحت الماء، مما أدى إلى تأسيس صناعة الغوص في المدينة.
في عام 1834، استخدم تشارلز خوذة الغوص وبدلته في محاولة ناجحة لتحطيم حطام السفينة رويال جورج في سبيثيد، حيث استعاد 28 مدفعًا من السفينة.
بحلول عام 1836، كان الأخوان دين قد أنتجا أول دليل للغوص في العالم، بعنوان "طريقة استخدام جهاز الغوص الحاصل على براءة اختراع من دين"، والذي شرح بالتفصيل طريقة عمل الجهاز والمضخة، بالإضافة إلى احتياطات السلامة.